# Caniapiscau (rzeka)
Caniapiscau (również Kaniapiskau, fr. Rivière Caniapiscau, ang. Caniapiscau River) – rzeka w regionie Nord-du-Québec, w północnej części prowincji Quebec w Kanadzie, jedna z dwóch rzek źródłowych Koksoak. Jej długość wynosi 740 km.
Rzeka wypływa na wysokości ponad 500 m n.p.m. z jeziora Caniapiscau i płynie w kierunku północnym przez dolinę polodowcową. Łączy się z Rivière aux Mélèzes (Larch), tworząc rzekę Koksoak.
W latach 80. XX wieku w ramach projektu hydroenergetycznego Zatoki Jamesa podpiętrzono wody jeziora Caniapiscau. Zbiornik wodny Caniapiscau zajmuje powierzchnię 4,3 tys. km² i jest około 9 razy większy niż naturalne jezioro Caniapiscau. Około 40% wód rzeki Caniapiscau skierowano w 1985 do dorzecza rzeki La Grande.
Nazwa rzeki została po ras pierwszy użyta w 1820 roku przez pracownika Kompanii Zatoki Hudsona Jamesa Cloustona, który spłynął rzeką aż do jej ujścia i w swoim dzienniku zapisał nazwę „Caniapuscaw River”. Słowo to pochodzi z języka rdzennych mieszkańców i oznacza „skalisty cypel”. Inuici nazywają rzekę Allait Kuunga lub Adlait Kuunga, co oznacza „rzekę Indian”. Nad rzeką Caniapiscau brak jest stałych osad.